# Надежда Вилимановић
Надежда Вилимановић (Чачак, 22. октобар 1912 — Чачак, 1998) била је управник градске библиотеке у Чачку у периоду од 1956 до 1966. године, поставивши основе будућег развоја модерног чачанског библиотекарства.

## Биографија
Надежда Вилимановић рођена је 22. октобра 1912. године у породици чачанског опанчара Владислава Мирковића. Матурирала је у чачанској Гимназији школске 1930/31. а потом уписује студије права у Београду који није завршила. Удала се 1939. године за Момчила Вилимановића.
Уочи Другог светског рата ради у Београду у дирекцији пошта, затим у Народном одбору опптине Чачак. 1953. године прелази у књижницу и читаоницу у Чачку где остаје до пензије 1966. године.